# Amau-Erklärung
Die Amau-Erklärung (jap. 天羽声明, Amou-seimei, historisch: Amau-seimei) vom 20. April 1934 war eine Stellungnahme des japanischen Außenministeriums zur Chinapolitik.

## Bezeichnung
Die Erklärung wurde nach ihrem Autoren Amou Eiji (天羽 英二) benannt. Er war der Direktor des Informationsbüros des japanischen Außenministers und gab in dieser Funktion die Erklärung an die ausländische Presse weiter.

## Inhalt
In der Amau-Erklärung legte Japan seine Haltung in der Chinapolitik dar. Dabei bekundete die japanische Seite ihr Interesse an der Einheit und inneren Ordnung Chinas. Auch die territoriale Unversehrtheit wurde als Interesse Japans dargestellt, was aber im Widerspruch zu seiner Handlung in der Mukden-Krise und der Expansionspolitik Japans stand.
Des Weiteren erklärte die japanische Seite, China könnte nur aus eigener Anstrengung diese Ziele erreichen, und wendete sich gegen „Versuche Chinas, sich dem Einfluss anderer Staaten zu bedienen, um Japan Widerstand zu leisten“. Von Japan wurde die chinesische Suche nach Unterstützung als das Ausspielen der an China interessierten Mächte gedeutet.
Japan sah außerdem die Lieferung von Waffen und die Entsendung von Militärberatern nach China als „Störung der freundlichen Beziehungen zwischen China und Japan sowie dritten Mächten“ und unterstellte, dass diese Hilfen zur Friedensgefährdung in Ostasien beitragen würden.

## Reaktionen
China reagierte auf die Amau-Erklärung mit der Bemerkung, Chinas Ablehnung jeder Art von internationaler Bevormundung sei ebenso groß wie seine Aversion gegen die Beherrschung Chinas durch ein einzelnes Land. Japan erklärte daraufhin, dass Amou Eiji zwar die Position radikal formuliert hätte, es den Inhalt jedoch billige.
Der britische Botschafter in Tokio zweifelte aber die beanspruchte Vormachtstellung Japans im Bezug auf Entscheidungen der Signatarmächte in China an und berief sich dabei auf den Neun-Mächte-Vertrag.